# Retrat d'un cavaller desconegut
El Retrat d'un cavaller desconegut, datat circa 1605, és una obra d'El Greco, que consta amb el número 141 en el catàleg raonat d'obres d'aquest pintor, realitzat pel seu especialista Harold Wethey.

## Anàlisi de l'obra
Pintura a l'oli sobre llenç; 74 x 47 cm.; circa 1605; Pollok House; Glasgow.
Signat amb lletres cursives gregues, sobre l'espatlla dreta, de forma fragmentària: δομήνικος Θεοτοκóπουλος εποíει (doménikos theotokópoulos e`poíei) 
Aquest llenç demostra una representació objectiva del personatge, i està totalment acabat. El cavaller és un home madur, però no vell, que mira l'espectador amb franquesa, mentre recolza la seva mà dreta a la cintura. El seu cap destaca sobre el blanc escarolat, el disseny del qual és el mateix que el del puny visible. Aquesta pintura havia estat retallada, perdent-se la meitat de la mà dreta, a la part inferior del quadre.

## Procedència
- Gabriel Bermudez, Toledo,
- comprat per Baron Taylor;
- Lluís Felip I de França,
- Galerie Espagnole, Louvre, Paris, 1838-48;
- Venda dels béns de Louis Philippe, Christie's, Londres, 1853, lot 22, anomenat 'Portrait of a Gentleman of the time of Philip III', by D. Théocopuli,
- Comprat per Colnaghi, £10; Sir William Stirling Maxwell;
- Per descendència, al seu fill, Sir John Stirling Maxwell;
- Per descendència, a la seva filla, Mrs Anne Maxwell Macdonald,
- Donació de Mrs Anne Maxwell Macdonald, any 1967.[3]